# Prístavný most
Prístavný most (česky Přístavní most), původně Most hrdinov Dukly (česky Most hrdinů Dukly) je dvoupatrový dálniční a železniční most v Bratislavě, vedoucí přes Dunaj v oblasti bratislavského dunajského přístavu.
Přes most prochází dálnice ve směru Vídeň–Žilina a Budapešť–Žilina (Dálnice D1). Postaven byl v letech 1977 až 1985. Na jižní straně je přímé napojení směrem na sousední Most Apollo. Celková délka mostu je 599,4 m a nachází se na něm také chodník pro pěší a pruh pro cyklisty.